# العباله
العبالة، هي تجمع سكاني تابع لقرى قبيلة بني ظبيان بسراة غامد، تقع جنوب قرية الطرفين التابعة لمنطقة الباحة.